# 앨런 존슨
앨런 케네스 존슨(Allen Kenneth Johnson, 1971년 3월 1일 ~ )은 전 미국의 육상 선수이자, 110m 허들을 전문으로 뛰면서 1996년 애틀랜타 올림픽에서 금메달을 획득하였다. 또한 4회의 세계 육상 선수권 대회(1995, 1997, 2001, 2003) 우승자이기도 하다.
워싱턴 D.C.에서 태어나 노스캐롤라이나 대학교 채플힐에서 수학하면서 허들은 물론 높이뛰기, 멀리뛰기, 10종 경기에서 빼어난 실력을 가졌다.
2000년 부상을 당하였으나 아직도 시드니 올림픽 결승전에 진출하여 4위를 하였다.
2003년 세계 육상 선수권 대회에서 110m 허들 4연승을 하면서 그렉 포스터의 3회 우승을 능가하였다.
2004년 아테네 올림픽에서는 2회 예선 라운드에서 장애물에 부딪혀 경주를 완료하지 못하였고 결승전 진출에 실패하였다.
그의 개인적 전력은 12.92초이며, 당시 콜린 잭슨이 보유하던 세계 기록보다 0.01초 짧고, 다이론 로블레스의 현재 기록보다 0.05초 짧은 편이다.
2010년 7월 39세의 나이로 정식으로 육상에서 은퇴하였다.